# La Rioja (argentinska pokrajina)
La Rioja je pokrajina smještena na istoku Argentine. Prema sjeveru graniči s provincijom Catamarcom, prema istoku s pokrajinama San Juan i Čileom, prema jugu graniči s pokrajinom San Luis, prema istoku s pokrajinom Córdobom.